# Neoplan Electroliner
Neoplan Electroliner — універсальний дуобус, що виробляється компанією Neoplan з 1999 року. Його особливість полягає у тому, що він може працювати як автобус, і як тролейбус, при цьому маючи 2 двигуни MAN і комплект тягового електроустаткування. Такі моделі випускаються як 12-метрові і 18,7-метрові (зчленовані). Нижче будуть описані обидві моделі.

## Описання моделей
Дуобуси Neoplan Electroliner добре пристосовані для роботи у великих містах і перевезення значної кількості пасажирів. Машини бувають двох типів — 12-метрові односекційні і 18,75-метрові двохсекційні зчленовані моделі. Кузов обох моделей вагонного компонування, тримальний. Висота дуобусів коливається від 2,86 до 3,08 метра; модифіковані Electroliner'и (модель N6221) приблизно на 20 сантиметрів вище ніж звичайні. У ширину вони 2,51—2,53 метри. Компонуванню кузова більше притаманні округлі форми з прямим заднім мостом і вигнутим по усій висоті передком. Передок поділений на кілька частин; кількість фар по боках — 3 штуки з кожного боку, вони можуть бути покриті кожна лінзовим склом або мати лінзове покриття одною, натягнутою на усі фари лінзою. Панорамне лобове скло вигнуте по усій висоті, частково затоноване коричневим кольором. Емблема бренду Neoplan розташована з невеликим ухилом вліво. Бокова обшивка зі сталі і металопластику, колеса другої та третьої осі заховані під модлінг. Комплект тягового електроустаткування розташований на другій секції; у односекційного дуобуса — стандартно, посередині кузова. Дизельний двигун розташований усередині задньої панелі. Задні фари виконані у стилі «Neoplan» — новітнього футуристичного дизайну. Як і автобусні аналоги — Electroliner повністю низькопідлоговий дуобус, сходинки до салону узагалі відсутні. Двері у 18-метрового двостворчасті усі окрім передніх (у одній з модифікацій зчленованого дуобуса); у 12-метрового — двостворчасті усі двері. У першій секції 18-метрового розташовуються 3 двері, у другій — лише 1 комплект; двері поворотно-зсувного типу з приводом проти защемлення, усі остеклені. Дуобус придатний для перевезення інвалідів у візках, для цього виділено збірну площадку у передній секції. Підлога з лінолеуму або узагалі не має вторинного покриття. Поручні тонкі, зі сталевої труби; разом з шкіряними ручками, вигинаються, коли майже доходять до стелі. Бокові стекла затоновані темно-коричневим кольором. Сидіння м'які, роздільного типу, обиті антивандальною тканиною, добре вичищаються. Сидячих місць близько 50 штук у зчленованого і 30 у стандартного дуобусів. Гормошка у зчленованого дуобуса зі сталі, добре вигинається до 38—40 °. При цьому вузол зчленування цілком безпечний і дозволяє на ньому стояти. Там, де вузол закінчується, звена гормошки збільшені у ширину і повністю прикріплені до вузла, створюючи максимально можливу безпеку. Компостери ставляться або на стіни, або ж на поручні. Кабіна водія повністю відокремлена від салону, у кабіні також велике скло для огляде салону. Загалом 12-метровий дуобус уміщує у собі 105 чоловік, 18,7-метровий здатен умістити до 175 чоловік. Дуобус оснащений двома двигунами MAN D, електромотором і дизельним двигуном MAN D. Система керування тиристорно-імпульсна, що дає можливість заощаджуати електроенергію.
Достоїнства Neoplan Electroliner
- Низька підлога — дає можливість швидкому виходу пасажирів з салону, зручна для маломобільних груп громадян.
- футуристичний дизайн машини
- можливість працювати на екодизелі і від контактних мереж
- обидва двигуни рівноправні і дуобус не втрачає швидкостіпересування при русі у режимі автобуса чи роговоза
- велика маневреність обох дуобусів
- підвищений строк служби кузова
- машина майже не забруднює навколишнього середовища (їздить на екодизелі і від контактних мереж)
- висока пасажиромісткість
- хороший захист від сонця, потужне затонування
- дальноглядна світлотехніка оснащена лінзами

## Технічні характеристики
| Клас                               | дуобус                                                   |
| Застосовується для                 | виключно міський                                         |
| Довжина, мм                        | 12000 або 18000                                          |
| Ширина, мм                         | 2510                                                     |
| Висота, мм                         | 2860—3080                                                |
| Осі                                | двохосний (4×2) трьохосний (6×2)                         |
| Колеса                             | 295/80 R, 2 і 3 осі закриті                              |
| Кузов                              | одно- або двосекційний, вагонного компонування           |
| Підлога                            | низькопідлоговий, 36 см до землі                         |
| Гормошка                           | сталева, вигинається на 35—40°                           |
| Пасажиромісткість, чол             | 105 175                                                  |
| Система керування                  | тиристорно-імпульсна                                     |
| Двигун                             | MAN D (електромотор) MAN D2066 Euro-4 (дизельний двигун) |
| Потужність двигуна, кіловат        | 175 (електромотор) близько 230 (дизельний двигун)        |
| Максимальна швидкість руху, км/год | 85 (роговоз) 120 (автобус)                               |

## Автобусні аналоги
Neoplan Electroliner'и базовані на відповідних автобусах Neoplan з ряду Centroliner:
- Neoplan N4516 — 12-метровий низькопідлоговий автобус, пристосований для перевезення у містах, нормальної місткості у 105 чоловік, габарити 12000×3130×2510; Solaris Bus&Coach розробляє модифікацію Neoplan N4516P.

- Neoplan N4522 — 18-метровий низькопідлоговий автобус призначений для перевзення особливо великих мас людей у межах великих міст; підвищеної місткості у 165 чоловік; Solaris Bus&Coach розробляє модифікацію Neoplan N4522P.